# Пайпер, Десмонд
Десмонд Ройл Пайпер (англ. Desmond Royle Piper, 11 октября 1941, Мельбурн, Австралия) — австралийский хоккеист (хоккей на траве), нападающий. Серебряный призёр летних Олимпийских игр 1968 года, бронзовый призёр летних Олимпийских игр 1964 года.

## Биография
Десмонд Пайпер родился 11 октября 1941 года в австралийском городе Мельбурн.
Играл в хоккей на траве за «Эссендон» из Мельбурна.
В 1964 году вошёл в состав сборной Австралии по хоккею на траве на Олимпийских играх в Токио и завоевал бронзовую медаль. Играл на позиции нападающего, провёл 3 матча, забил 1 мяч в ворота сборной Великобритании.
В 1968 году вошёл в состав сборной Австралии по хоккею на траве на Олимпийских играх в Мехико и завоевал серебряную медаль. Играл на позиции нападающего, провёл 4 матчей, мячей не забивал.
В 1972 году вошёл в состав сборной Австралии по хоккею на траве на Олимпийских играх в Мюнхене, занявшей 5-е место. Играл на позиции нападающего, провёл 8 матчей, мячей не забивал.